# Kuchiki no tou
Kuchiki no tou (朽木の灯 , Det falnande ljusets torn?) är ett studioalbum av det japanska rockbandet MUCC, släppt i en vanlig och en begränsad upplaga den 1 september 2004. Den begränsade utgåvan inkluderade förutom CD-albumet en DVD, antingen typ Silver (銀) eller Guld (金), med liveklipp som spelades in under MUCC:s tiodagarsturné Shutoken shuuchuu shuukan 10 days i januari 2004. Albumet nådde plats 19 på Oricons albumstopplista efter att ha sålts i 15 311 exemplar under den första försäljningsveckan.
Den 12 september 2005 blev Kuchiki no tou det första av MUCC:s album att släppas utomlands, då det tyska skivbolaget Gan-Shin introducerade albumet på den europeiska marknaden. Den europeiska utgåvan inkluderar två stycken bonusspår som tagits från MUCC:s singlar Rojiura Boku to Kimi he och Monochrome no Keshiki.

## Svek, skuld och försoning
Kuchiki no tou kom till under en mycket turbulent tid för medlemmarna i MUCC, något som i hög grad präglat budskapet och den aggressiva framtoningen på skivan. Efter genombrottet och succén med Zekuu 2003 splittrade flera inre konflikter bandet och på albumet tas teman som svek, skuld och försoning upp. I texten till "Mikan no kaiga" sörjer Miya över bandets krossade drömmar och i "Monochrome no keshiki" och albumets sista låt, "Kuchiki no tou", sjunger Tatsurou om sina skuldkänslor för problemen inom MUCC. "Vi är färdiga med att skriva musik med uteslutande negativa och deprimerande teman. Med Kuchiki no tou har vi nått vår gräns i den riktningen" sade Miya i en intervju efter lanseringen. Han markerar också att bandet lagt sina problem bakom sig och att de inte tänker spela albumets final "Kuchiki no tou" live igen: "Vi vill inte se tillbaka på vårt förflutna och det finns ingen anledning att spela den låten en gång till".
Albumet domineras av gitarristen Miyas tunga metalriff och Tatsurous dramatiska sång och ibland growlande. MUCC:s tidigare aggressiva, basdominerade och melodiska sound blandas i Kuchiki no tou upp med influenser från alternativ och nu-metal.

## Låtlista
1. "Kuchiki no tou" (朽木の灯, Det falnande ljusets torn)
2. "Daremo inai ie" (誰も居ない家, Det tomma huset)
3. "Isho" (遺書, Testamente)
4. "Mikan no kaiga" (未完の絵画, Ofärdig målning)
5. "Dakkuu" (濁空, Oklar himmel)
6. "Gentou sanka" (幻燈賛歌, Den magiska lampans lovsång)
7. "Akatsukiyami" (暁闇, Månfri gryning)
8. "2.07"
9. "Garo" (ガロ, anm. Onomatopoetikon för ylande)
10. "Kanashimi no hate" (悲シミノ果テ, Sorgens ände)
11. "Rojiura boku to kimi he" (路地裏　僕と君へ, Bakgränden, från mig till dig) – släppt som singel, se Rojiura Boku to Kimi he
12. "Oboreru sakana" (溺れる魚, Drunknande fisk)
13. "Namonaki yume" (名も無き夢, Namnlös dröm)
14. "Monochrome no keshiki" (モノクロの景色, Enfärgat landskap) – släppt som singel, se Monochrome no Keshiki
15. "Kuchiki no tou" (朽木の塔, De förmultnande trädens torn)
16. "Mushi" (夢死, Dödsdröm)* – B-sida från Rojiura Boku to Kimi he
17. "Nukegara" (ぬけがら, Jag ömsar skinn)* – B-sida från Monochrome no Keshiki

* Endast på den europeiska utgåvan.

### Bonus-DVD
Endast med den begränsade utgåvan följde antingen
| Guld (金), med klipp från: - 2004-01-06 (Dag 2) Shibuya CLUB QUATTRO - 2004-01-14 (Dag 3) SHIBUYA-AX - 2004-01-18 (Dag 5) Kawasaki CLUB CITTA' - 2004-01-21 (Dag 6) Rockmaykan - 2004-01-26 (Dag 8) Shibuya O-East | Silver (銀), med klipp från: - 2004-01-05 (Dag 1) Shibuya CLUB QUATTRO - 2004-01-17 (Dag 4) Kawasaki CLUB CITTA' - 2004-01-22 (Dag 7) Rockmaykan - 2004-01-27 (Dag 9) Shibuya O-East - 2004-01-29 (Sista dagen) SHIBUYA-AX |

## Kuchiki no tou live at Roppongi
Drygt två månader efter studioalbumet släpptes livealbumet Kuchiki no tou live at Roppongi (朽木の灯 ライヴ アット 六本木?). Det är MUCC:s första livealbum och spelades in på Laforet Museum Roppongi den 4 september 2004. Först fanns skivan endast ute för försäljning under en begränsad tid: det var möjligt att beställa albumet via postorder mellan den 31 oktober och 8 september 2004 samt att ladda ner det över Internet mellan den 31 oktober 2004 och den 10 januari 2005. Den 26 januari 2005 släpptes albumet igen, nu under Universal Music, med två bonusspår som spelats in på Hibiya Yagai Ongakudo den 31 oktober 2004. Denna utgåva placerade sig på plats 131 efter första veckan på Oricons albumsfösäljningslista.

### Låtlista
Samma som för studioversionen, se ovan, samt för andraupplagan bonusspåren
16. "Ranchuu" (蘭鋳, Ranchuu)
17. "Mama" (ママ, Mamma)